# Equipa da Superleague Fórmula do Olympiacos CFP
A Equipa da Superleague Fórmula do Olympiakos CFP é uma equipa da Superleague Fórmula que representa o clube grego do Olympiacos CFP naquele campeonato. A equipa foi operada pela GU-Racing International em todas as temporadas até agora. Teve como pilotos Stamatis Katsimis e Kasper Andersen (2008, Esteban Guerrieri e Davide Rigon (2009 e teve como piloto em 2010 o neozelandês Chris van der Drift até à 7ª ronda, quando este piloto teve um acidente. Foi substituído por Ben Hanley na ronda de Adria.
Quanto ao clube de futebol, disputa a Super League Greece, principal campeonato da Grécia.

## Temporada de 2008
Na Temporada da Superleague Fórmula de 2008, o Olympiacos CFP estreou-se na Superleague Fórmula com uma temporada muito má, terminando apenas no 17º lugar, depois de inúmeros abandonos precoces nas corridas. Os pilotos foram Kasper Andersen (Rondas 1 a 4) e Stamatis Katsimis (Rondas 5 e 6). A equipa foi operada pela GU-Racing International.

## Temporada de 2009
Para a temporada de 2009, o Olympiacos CFP teve como pilotos Davide Rigon (Rondas 1 a 3) e [[Esteban Guerrieri (Rondas 4 a 6) e continuou a ser operada pela GU-Racing International. Foi o 6º classificado.

## Temporada de 2010
Em 2010, o Olympiacos tem novamente como equipa de automobilismo a GU-Racing International, e teve como piloto Chris van der Drift até à 7ª ronda, quando este piloto teve um acidente. Foi substituído por Ben Hanley na ronda de Adria.

## Registo
(Legenda)
| Ano  | Equipa de Automobilismo | Pilotos             | 1   | 2   | 3   | 4   | 5   | 6   | 7   | 8   | 9   | 10  | 11  | 12  | 13  | 14  | 15  | 16  | 17  | 18  | 19  | 20  | 21      | 22      | 23  | 24  | Pontos | Class. |
| ---- | ----------------------- | ------------------- | --- | --- | --- | --- | --- | --- | --- | --- | --- | --- | --- | --- | --- | --- | --- | --- | --- | --- | --- | --- | ------- | ------- | --- | --- | ------ | ------ |
| Ano  | Equipa de Automobilismo | Pilotos             | DON | DON | NÜR | NÜR | ZOL | ZOL | EST | EST | VAL | VAL | JER | JER |     |     |     |     |     |     |     |     |         |         |     |     | Pontos | Class. |
| 2008 | GU-Racing International |                     |     |     |     |     |     |     |     |     |     |     |     |     |     |     |     |     |     |     |     |     |         |         |     |     |        |        |
| 2008 | GU-Racing International | Kasper Andersen     | 12  | 11  | 12  | 15  | 15  | 9   | 10  | 13  |     |     |     |     | 161 | 17º |     |     |     |     |     |     |         |         |     |     |        |        |
| 2008 | GU-Racing International | Stamatis Katsimis   |     |     |     |     |     |     |     |     | 13  | 9   | 13  | 16  | 161 | 17º |     |     |     |     |     |     |         |         |     |     |        |        |
|      |                         |                     |     |     |     |     |     |     |     |     |     |     |     |     |     |     |     |     |     |     |     |     |         |         |     |     |        |        |
| Ano  | Equipa de Automobilismo | Pilotos             | MAG | MAG | ZOL | ZOL | DON | DON | EST | EST | MOZ | MOZ | JAR | JAR |     |     |     |     |     |     |     |     |         |         |     |     | Pontos | Class. |
| 2009 | GU-Racing International | Davide Rigon        | 18  | 2   | 10  | 4   | 17  | 15  |     |     |     |     |     |     | 300 | 6º  |     |     |     |     |     |     |         |         |     |     |        |        |
| 2009 | GU-Racing International | Esteban Guerrieri   |     |     |     |     |     |     | 1   | 14  | 2   | 4   | 8   | 10  | 300 | 6º  |     |     |     |     |     |     |         |         |     |     |        |        |
|      |                         |                     |     |     |     |     |     |     |     |     |     |     |     |     |     |     |     |     |     |     |     |     |         |         |     |     |        |        |
| Ano  | Equipa de Automobilismo | Pilotos             | SIL | SIL | ASS | ASS | MAG | MAG | JAR | JAR | NÜR | NÜR | ZOL | ZOL | BDH | BDH | ADR | ADR | POR | POR | ORD | ORD | CHN TBA | CHN TBA | LOS | LOS | Pontos | Class. |
| 2010 | GU-Racing International | Chris van der Drift | 13  | 2   | 15  | 1   | 3   | 12  | 3   | 12  | 3   | 11  | 1   | 8   | 7   | 6   |     |     |     |     |     |     |         |         |     |     | 468    | 5º     |
| 2010 | GU-Racing International | Ben Hanley          |     |     |     |     |     |     |     |     |     |     |     |     |     |     | 3   | 10  |     |     |     |     |         |         |     |     | 468    | 5º     |

### Resultados em Super Final
| Ano  | 1     | 2       | 3      | 4     | 5       | 6      | 7      | 8     | 9   | 10  | 11      | 12  |
| 2009 | MAG 6 | ZOL N/A | DON NQ | EST 2 | MOZ N/A | JAR NQ |        |       |     |     |         |     |
| 2010 | SIL 3 | ASS NQ  | MAG NQ | JAR 1 | NÜR 1   | ZOL 2  | BDH NC | ADR 3 | POR | ORD | CHN TBA | LOS |